# Bella Vista, Dominikanska Republiken
Bella Vista är en del av en befolkad plats i Dominikanska republiken.   Den ligger i provinsen Santo Domingo, i den sydöstra delen av landet, i huvudstaden Santo Domingo. Bella Vista ligger 42 meter över havet och antalet invånare är 175 683.
Terrängen runt Bella Vista är platt. Havet är nära Bella Vista åt sydost.  Närmaste större samhälle är Santo Domingo, 6,7 km nordväst om Bella Vista. Runt Bella Vista är det i huvudsak tätbebyggt.